# Ericófono

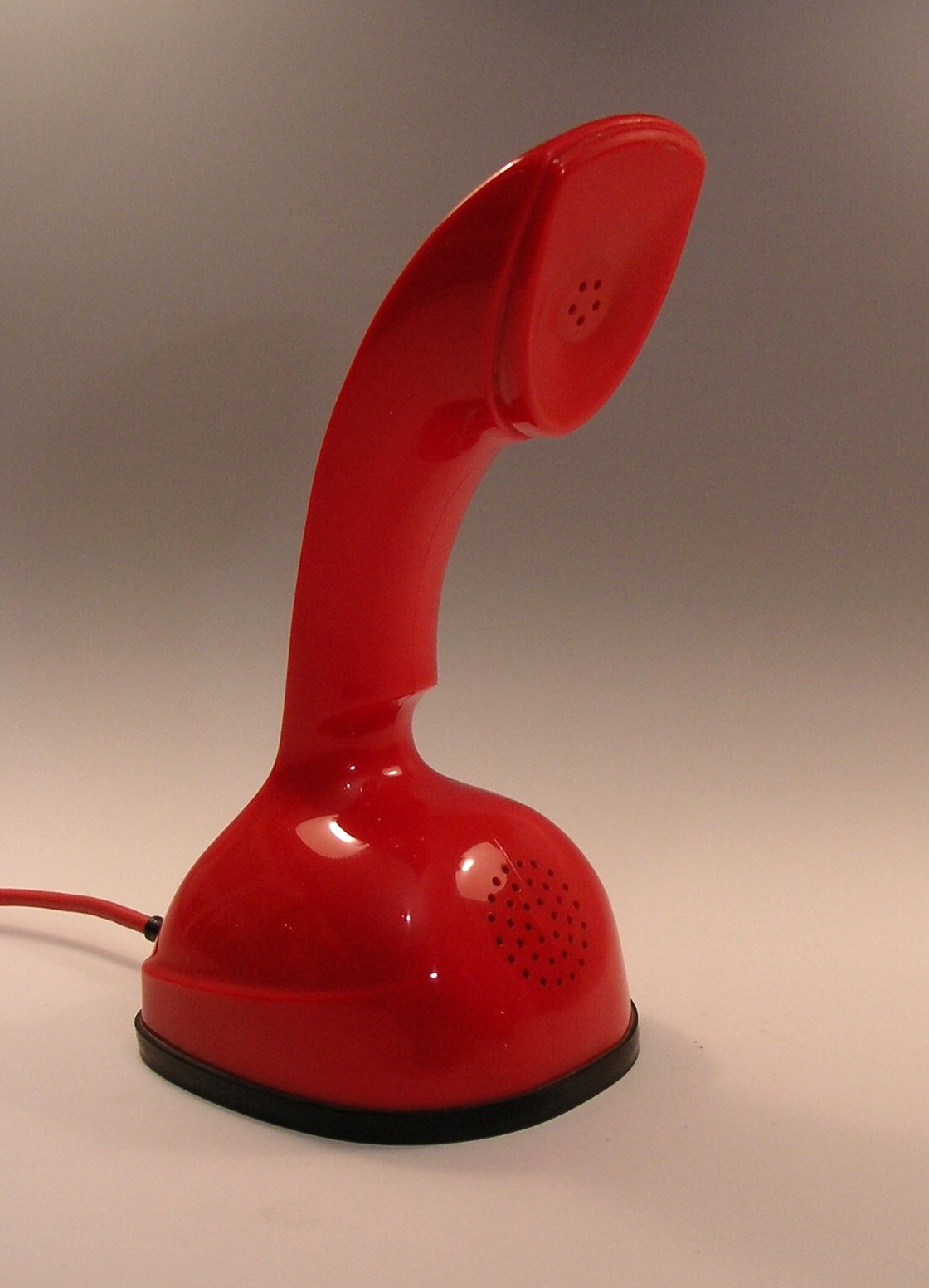
Ericofon de Ericsson, 1956

El Ericófono (su nombre original es Ericofon), fue un teléfono creado por la compañía sueca Ericsson. Fue desarrollado al final de la década de 1940 por un equipo que incluía a Gösta Thames, Ralph Lysell y Hugo Blomberg. Una característica del teléfono era el hecho de estar construido a partir de una única pieza de plástico y es considerado un clásico en la historia del diseño de producto en plástico. La producción en serie comenzó recién en 1954.
Los primeros modelos eran apenas vendidos a las instituciones, pero en 1956 comenzó la producción para el mercado en Europa y Australia. En Suecia fue conocido como "teléfono cobra", debido a la semejanza de la forma con una serpiente.
La Bell Telephone Laboratories no permitió la entrada del modelo en los Estados Unidos al principio, pero rápidamente se convirtió en un best-seller cuando fue introducido en el mercado estadounidense. En ese momento estaba disponible en 18 colores, pero la transferencia de la producción para la North Electric redujo ese número en 8.
Los primeros Ericófonos eran puramente mecánicos, mientras que las versiones más tardías eran cada vez más electrónicas. En 1967 fue introducida una versión con teclado y una tentativa de rediseño, el modelo 700, que nunca tuvo éxito.
El Ericófono es considerado una de las piezas de diseño industrial más significantes del siglo XX y se encuentra actualmente en la colección permanente del Museo de Arte Moderno de Nueva York (MoMA).